# 金介壽
金介壽（1951年—），前新北市議員，中華民國政治人物，台湾台中人，籍貫安徽桐城。保钓运动人士。

## 生平
1951年，金介壽生于台湾台中。畢業於淡江大學，学习水利专业。毕业后，服役於中华民国宪兵，而後开办补习班，在补习界逐渐小有名气。后来，他当选臺北縣永和市的市民代表，进入政界。
金介寿做了4年台北县永和市市民代表之后，又当选臺北縣议员，并连续4届当选。金介寿早年加入中國國民黨，1992年，金因支持趙少康而轉入新黨，並於1998年代表新黨當選臺北縣永和選區縣議員。宋楚瑜在2000年創建親民黨後，金介寿加入親民黨。2006年1月12日，金介寿重新加入中国國民黨。
金介壽一直致力於推動台灣海峽兩岸的溝通，同時也是台灣保釣的鼓吹者和實踐者。他于1996年开始涉足保钓。1996年，钓鱼岛灯塔事件爆发，当时正值总统李登辉当政，台湾媒体未多加关注，故金介寿一直不知此事。同年暑假，金介壽临时主持当时所在的新党开设的广播电台“新党之音”的“与民有约”节目，恰有听众打入电话，称香港民众已经行动起来，质问新党为何不参与保钓。金介寿当即答应立即行动。数日后，金介寿为此召开新闻发布会，但无台湾媒体参加发布会。此事被香港《苹果日报》报道后，被香港立法局议员刘千石看到，刘千石主动联络金介壽，双方遂决定共同保钓。金介寿当即成立“台湾保钓行动小组”，用4万元新台币租了一条渔船开赴钓鱼岛，途中被日本海上保安厅军舰拦回。
金介壽的此次保钓行动受到香港立法局议员何俊仁（时任香港保钓行动委员会召集人）关注。何俊仁邀金介寿赴香港参加“九一五港岛保钓大游行”，二人还商定了第二次登上钓鱼岛的行动计划。1996年9月22日，何俊仁自香港飞往台北，当晚同金介寿等乘坐3艘保钓船自基隆的深澳渔港启航赴钓鱼岛。同日，陈毓祥也带人搭乘一艘货船，自香港启航赴钓鱼岛。当时，香港保钓的主要力量是“全球华人保钓大联盟”，陈毓祥任总指挥。金介壽、何俊仁等人同陈毓祥等人实际上展开了登岛竞争。
金介寿的船队于9月23日晨抵达钓鱼岛附近海域，但遭21艘日本军舰拦截返回。9月26日，陈毓祥等人乘货轮抵达距钓鱼岛10海里处，但因风浪过大，并受日本军舰拦截，船长下令返航。陈毓祥乃率4名保钓人士穿救生衣跳入大海，试图游泳宣示中国主权，陈毓祥溺毙，另一名保钓人士方裕源受伤，被送往距离当地最近的日本石垣岛医院抢救生还。
陈毓祥的死亡引起了台湾民众的关注。金介寿也获得了台湾民众的大量捐款。他和何俊仁商定，各自负责15条船，再加上10条媒体船，组成“保钓舰队”，于1996年10月6日晚分别自各海港启航赴钓鱼岛。在日本海上保安厅的拦截下，这只船队中的“自立6号”于10月7日晨6点15分在4艘普通渔船的掩护下靠岸，金介寿和香港保钓人士、民主黨黨員陈裕南登上钓鱼岛前的一块礁岩。金介寿将一面中华民国国旗插到岩石上；陈裕南则按计划插上一面写着“中国领土钓鱼台”的黄色旗帜，又将中华人民共和国国旗也插到岩石上。他们二人登岛15分钟后，船队中的“全家福号”海钓船在船长游明川的带领下也成功驶到距钓鱼岛15米远处，保钓人士赖福明、王光华、李觉民、吕文銳穿潜水衣跳入大海，游泳登上钓鱼岛，并在岛上逗留将近半个小时。他们四人和金介寿、陈裕南总共6人是此次保钓行动中仅有的登上钓鱼岛者。同行的许多保钓人士如香港演员黄秋生等未能登岛。
1998年8月18日，金介壽、曹原彰、黃錫麟、殷必雄等人乘坐民船「夏威夷三號」自台北縣以海釣名義出海，直航廈門，8月20日晚返航時，在金門海域被拘留，隨即被提起公訴，被判拘役一百天並處罰金。由於金介壽拒不執行，於2001年10月9日入獄。
2010年，台北县升级为新北市，同年11月底金介寿以永和區最高票當選新北市議員。2014九合一選舉之新北市議員選舉(第六區)以150多票之差輸給羅文崇。。2015年表態參選立法委員。
2018年1月18日，新北市長擬參選人金介壽與無黨籍台北市議員李慶元聯合召開記者會，並在媒體與報紙刊登半版廣告，指控前警政署長、新北市副市長侯友宜夫妻在台北市陽明山上擁有101棟套房，僅靠房租就能賺取新台幣3億3,000萬的巨額收入。譏諷刺侯是「三億警長」、「101包租公」，對此侯友宜回應，買廣告下這樣標題，就是惡意抹黑，這是一個舊聞，如果真的有問題，早就被查了，並反問「你看我侯友宜像是一個貪汙的人嗎？」。

## 學歷
- 臺中一中
- 淡江大學畢業

## 經歷
- 新北市第1屆議員
- 暨南大學法學碩士
- 臺北縣第13、14、15、16屆議員
- 永和市民代表
- 理化教師
- 臺北縣議會教育審查委員會召集人
- 臺北縣中小學家長會長協會顧問
- 臺灣保釣行動小組召集人
- 兩岸三通行動小組召集人
- 中國國民黨永和市黨部委員
- 永和市公德服務協會顧問
- 安徽省桐城同鄉會理事長